# Dicheros lividus
Dicheros lividus är en skalbaggsart som beskrevs av Shinji Nagai 1998. Dicheros lividus ingår i släktet Dicheros och familjen Cetoniidae. Inga underarter finns listade i Catalogue of Life.